# 日進町 (川崎市)
日進町（にっしんちょう）は、神奈川県川崎市川崎区の町名である。住居表示は実施されておらず、丁目は設けられていない。面積は295182.575m²。

## 地理
川崎区の北西部に位置し、県道川崎町田線の北東側では、川崎駅東口の駅前広場南側のJR東海道本線と京急本線に挟まれた一角、県道の南西ではJRの線路から国道15号（第一京浜）の間に町域をもつ。北西はJRの線路を挟み幸区に接する。駅前広場に面し、川崎日航ホテルと大型商業施設川崎ルフロンが建つ。川崎ルフロンは、1988年のオープン当初は丸井と西武百貨店を核テナントとしていたが、西武百貨店は2003年に撤退し、2004年からはヨドバシカメラと専門店街が入居した。川崎ルフロンに隣接して、オフィスビルのキューブ川崎（旧 日本アイ・ビー・エム川崎ビル）と興和川崎東口ビルが建つ。両ビルは日本アイ・ビー・エムが拠点を置いていた。興和川崎東口ビルの中層部はピロティ構造で、駅前広場から住宅団地サンスクエア川崎まで、車道と平面交差しない歩行者動線を構成する。キューブ川崎、興和川崎東口ビルと県道の間はUR賃貸住宅「サンスクエア川崎」、太田総合病院、川崎能楽堂があり、JRの線路沿いにNTTDoCoMo川崎ビルが建つ。県道の西側は、旧堤根地区を中心に簡易宿所が軒を連ねていた。2017年には3丁目にヨネヤマが運営する商業ビルunicoが開店した。
京浜急行の高架橋が上並木公園を斜めに横断し、その南方に旧東海道が通る。江戸時代前期の俳人松尾芭蕉は1694年（元禄7年）5月に江戸深川から伊賀国に旅立った際、川崎宿で門人らと別れた。その時に詠んだ「麦の穂を たよりにつかむ 別れかな」の句碑が残る。旧東海道と国道15号の間には川崎市立川崎小学校があり、旧東海道沿いの八丁畷駅近くには2003年に南町から川崎警察署が移転してきた。

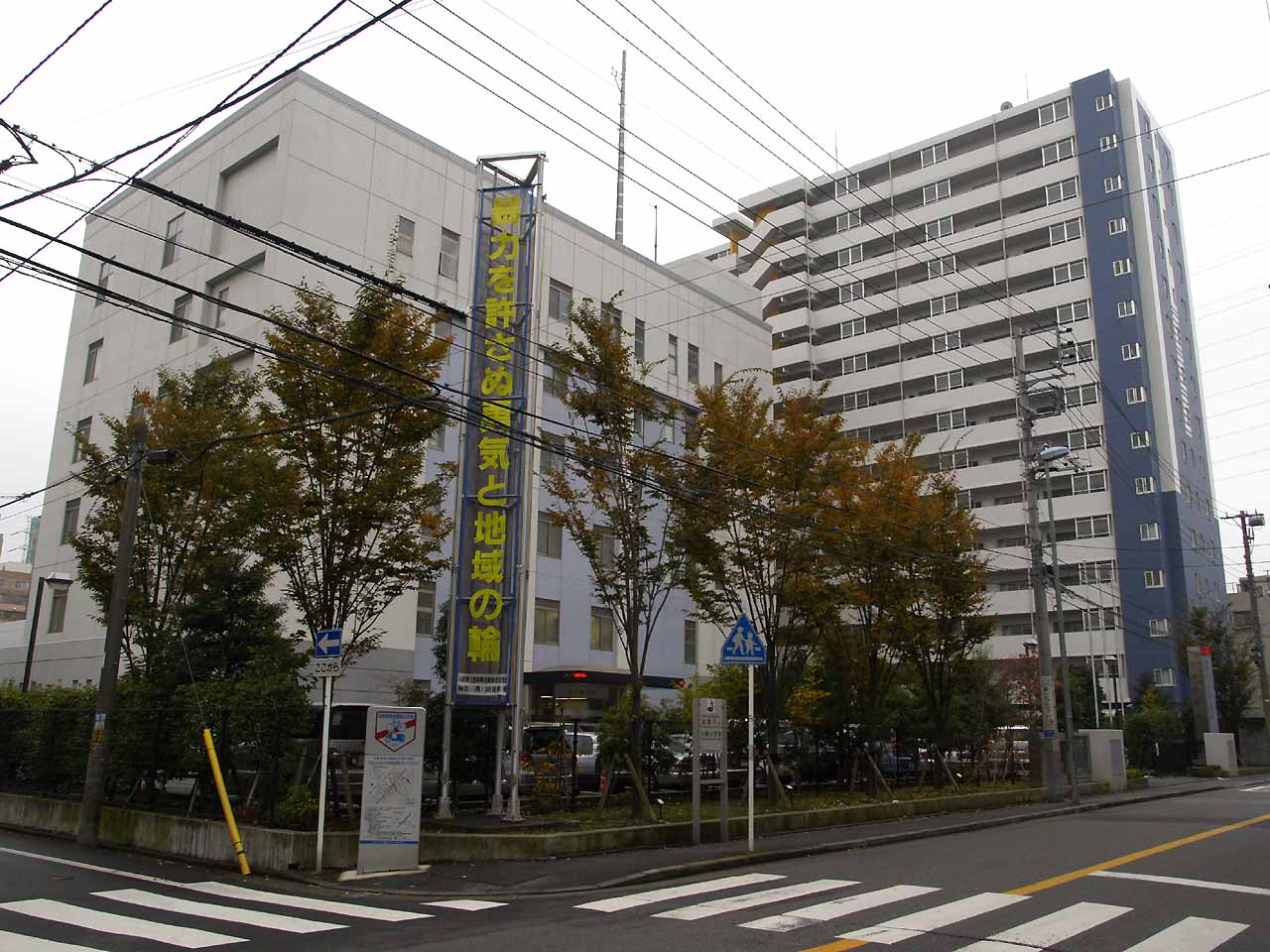
川崎警察署
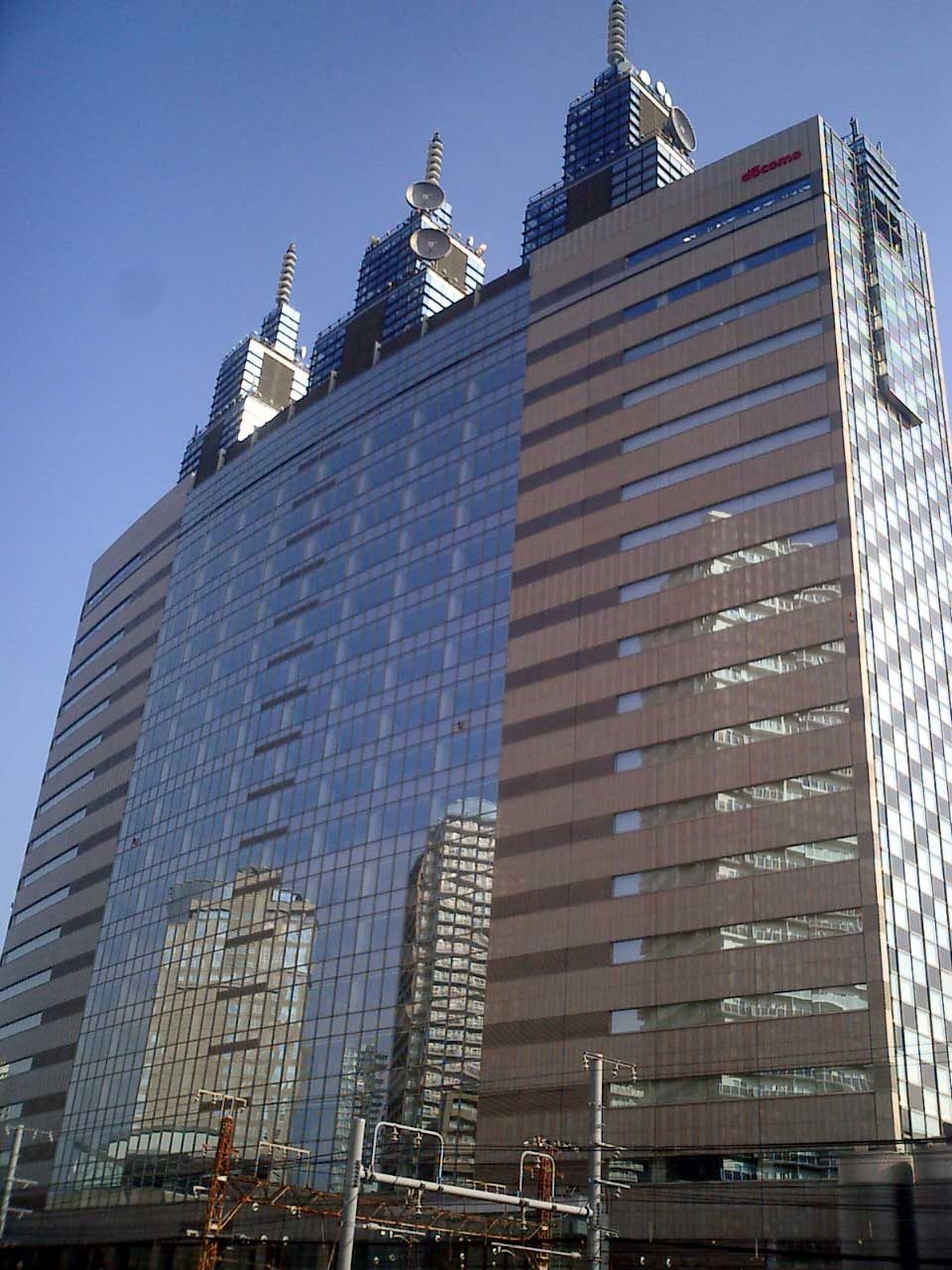
NTTDoCoMo川崎ビル
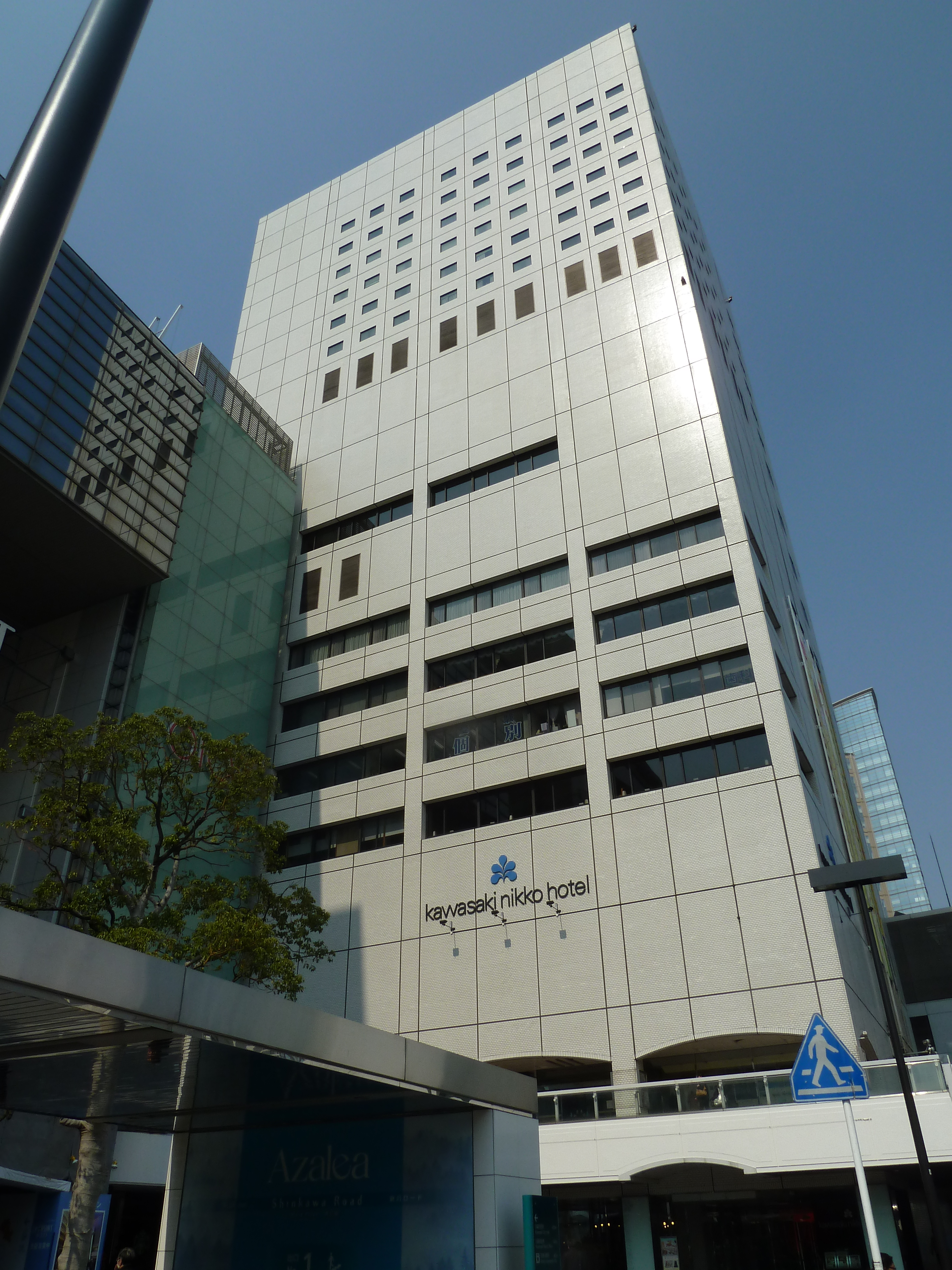
川崎日航ホテル
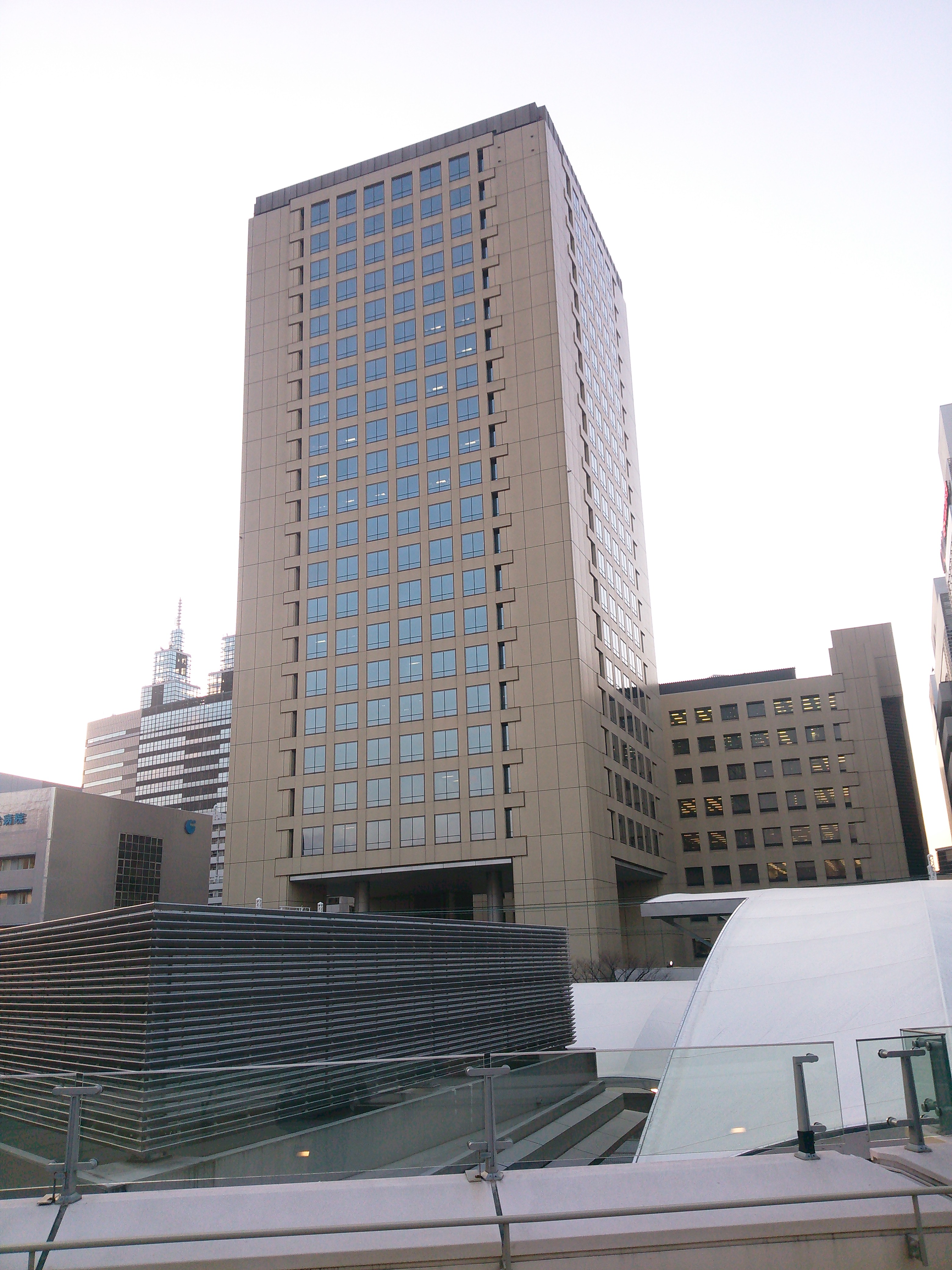
興和川崎東口ビル
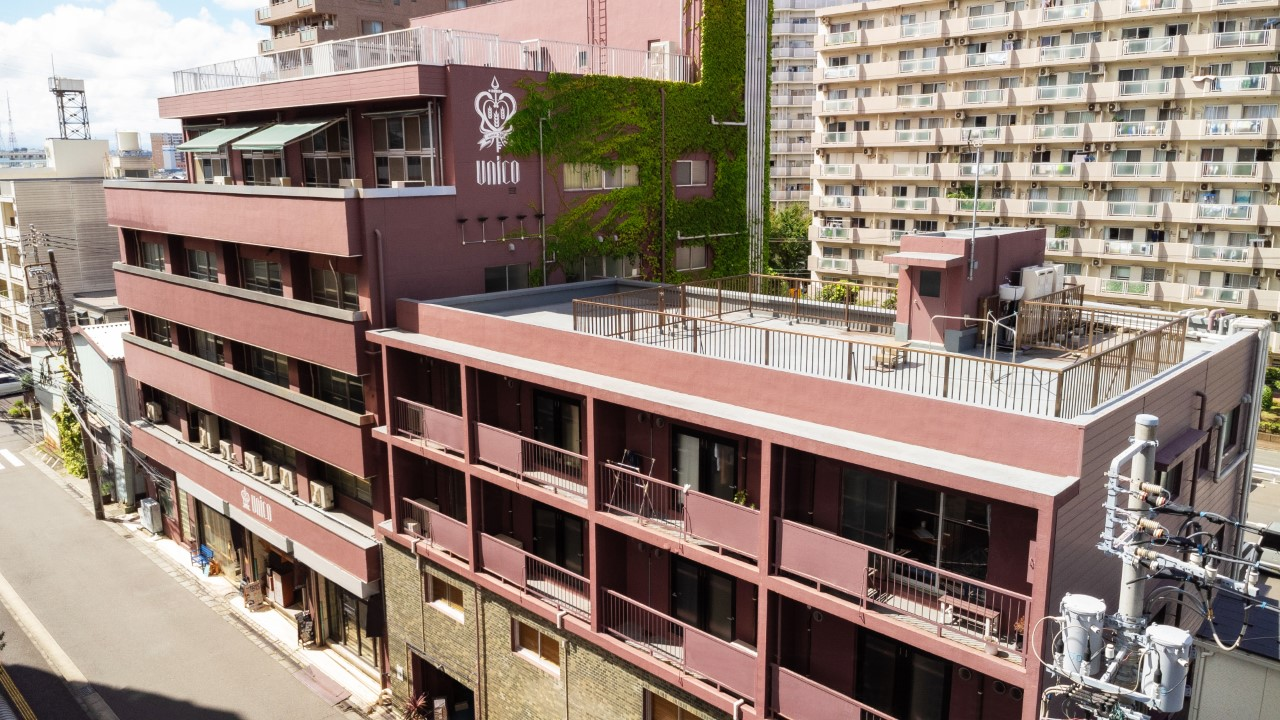
ヨネヤマが運営する商業ビルunico（2017年オープン）

### 地価
商業地の地価は、2025年（令和7年）1月1日の公示地価によれば、日進町13番14外の地点で50万円/m²、日進町23番8の地点で60万3000円/m²となっている。

## 歴史
1964年（昭和39年）に、土地区画整理事業に合わせ川崎市砂子、古川通、堤根、上並木、池田町、新宿、見染の一部から設立された。町名は、この地が日進月歩発展することを願って付けられた。
2015年5月17日、簡易宿所「よしの」から出火。死者11人を出す被害となった（川崎市簡易宿泊所火災）。火災後、町内から簡易宿泊施設および施設を利用していた高齢の生活保護受給者が減少し、街並みに変化が生じた。
上記の火災に象徴されるように、かつては日雇い労働者が多く集まる地区であった。近年では川崎市中心部に近い立地条件を生かして、川崎市が簡易宿泊施設に外国人観光客を呼び込んだり、地元企業が古いビルをオフィスやスポーツ、飲食などのための複合施設「unico」（ウニコ）にリノベーションしたりするなどの動きが見られる。

## 世帯数と人口
2025年（令和7年）6月30日現在（川崎市発表）の世帯数と人口は以下の通りである。
| 町丁   | 世帯数    | 人口    |
| ------ | --------- | ------- |
| 日進町 | 4,820世帯 | 7,224人 |

### 人口の変遷
国勢調査による人口の推移。
| 年                 | 人口  |
| ------------------ | ----- |
| 1995年（平成7年）  | 5,394 |
| 2000年（平成12年） | 6,504 |
| 2005年（平成17年） | 7,332 |
| 2010年（平成22年） | 7,159 |
| 2015年（平成27年） | 6,995 |
| 2020年（令和2年）  | 7,261 |

### 世帯数の変遷
国勢調査による世帯数の推移。
| 年                 | 世帯数 |
| ------------------ | ------ |
| 1995年（平成7年）  | 2,747  |
| 2000年（平成12年） | 3,467  |
| 2005年（平成17年） | 4,179  |
| 2010年（平成22年） | 4,171  |
| 2015年（平成27年） | 4,116  |
| 2020年（令和2年）  | 4,509  |

## 学区
市立小・中学校に通う場合、学区は以下の通りとなる（2025年1月時点）。
| 番地 | 小学校             | 中学校             |
| ---- | ------------------ | ------------------ |
| 全域 | 川崎市立川崎小学校 | 川崎市立川崎中学校 |

## 事業所
2021年（令和3年）現在の経済センサス調査による事業所数と従業員数は以下の通りである。
| 町丁   | 事業所数  | 従業員数 |
| ------ | --------- | -------- |
| 日進町 | 308事業所 | 9,678人  |

### 事業者数の変遷
経済センサスによる事業所数の推移。
| 年                 | 事業者数 |
| ------------------ | -------- |
| 2016年（平成28年） | 328      |
| 2021年（令和3年）  | 308      |

### 従業員数の変遷
経済センサスによる従業員数の推移。
| 年                 | 従業員数 |
| ------------------ | -------- |
| 2016年（平成28年） | 9,613    |
| 2021年（令和3年）  | 9,678    |

### 本社を置く企業
- ヨネヤマ
- 伊藤製作所
- 高千穂電気
- メタリックス

## その他

### 日本郵便
- 郵便番号 : 210-0024[3]（集配局 : 川崎港郵便局[29]）

### 警察
町内の警察の管轄区域は以下の通りである。
| 番・番地等      | 警察署     | 交番・駐在所 |
| --------------- | ---------- | ------------ |
| 1番地、59番地16 | 川崎警察署 | 川崎駅前交番 |
| 上記以外        | 川崎警察署 | 南町交番     |